# Willem II van Sicilië
Willem II van Sicilië (1154 - Palermo, 18 november 1189), bijgenaamd de Goede, was een zoon van Willem I van Sicilië en van Margaretha van Navarra.

## Geschiedenis
Hij volgde zijn vader op als koning van Sicilië, maar omdat hij nog minderjarig was bij de dood van zijn vader, fungeerde zijn moeder als regentes en nam hij het bestuur pas zelf waar vanaf 1171.
In 1172 liet hij de kathedraal en het klooster van Monreale bouwen. In 1176 schonk hij het klooster een suikermolen (mascara). Sicilië had reeds vanaf de tiende eeuw suikerplantages. Benincasa, abt van de abdij Badia di Cava, stuurde honderd monniken naar Monreale.
Net zoals zijn vader koos hij de kant van paus Alexander III tegen keizer Frederik I Barbarossa. Na de slag bij Legnano (1176) was Frederik I verplicht de Vrede van Venetië te ondertekenen. Met dit verdrag verzoenden Frederik en paus Alexander III zich en werd er bepaald dat zijn zoon, de latere keizer Hendrik VI, zou trouwen met Constance van Sicilië, de tante van Willem II. Dit huwelijk vond in 1186 plaats in Milaan. Hendrik wist Sicilië in 1194 uiteindelijk ten koste van de Normandiërs in te nemen.
Na de dood van de Byzantijnse keizer Manuel I Komnenos (1180) viel Willem het Byzantijnse Rijk, de eeuwige rivaal aan. De Plundering van Thessalonica (1185) is hierbij het meest gedenkwaardig. Willem stelde zijn schepen ter beschikking tijdens de voorbereiding van de Derde Kruistocht. Willem stierf kinderloos in Palermo (1189). Hij werd opgevolgd door zijn neef Tancred van Sicilië.
In de 14e eeuw situeerde de Italiaanse dichter Dante Alighieri hem in zijn epos La Divina Commedia in de hemel.

## Huwelijk en kinderen
Willem II was uitgehuwelijkt aan Beatrix, dochter van Frederik Barbarossa en Beatrix I van Bourgondië. Zij overleed voordat het huwelijk geconsummeerd kon worden. Hij huwde in 1177 met Johanna Plantagenet (1164-1199), dochter van koning Hendrik II van Engeland en zuster van Richard Leeuwenhart. Uit dit huwelijk werd een zoon geboren, Bohemond, die nog jong overleed.

## Voorouders
| Voorouders van Willem II van Sicilië (1153-1189) | Voorouders van Willem II van Sicilië (1153-1189)                       | Voorouders van Willem II van Sicilië (1153-1189)                       | Voorouders van Willem II van Sicilië (1153-1189)                       | Voorouders van Willem II van Sicilië (1153-1189)                       | Voorouders van Willem II van Sicilië (1153-1189)                       | Voorouders van Willem II van Sicilië (1153-1189)                       | Voorouders van Willem II van Sicilië (1153-1189)                       | Voorouders van Willem II van Sicilië (1153-1189)                       |
| ------------------------------------------------ | ---------------------------------------------------------------------- | ---------------------------------------------------------------------- | ---------------------------------------------------------------------- | ---------------------------------------------------------------------- | ---------------------------------------------------------------------- | ---------------------------------------------------------------------- | ---------------------------------------------------------------------- | ---------------------------------------------------------------------- |
| Overgrootouders                                  | Rogier I van Sicilië (1031-1101) ∞ Adelheid van Savona (1072-1118)     | Rogier I van Sicilië (1031-1101) ∞ Adelheid van Savona (1072-1118)     | Alfons VI van León (1040-1082) ∞ Isabel (-)                            | Alfons VI van León (1040-1082) ∞ Isabel (-)                            | Ramiro Sancho de Monzón (-) ∞ Christina de Vivar (-)                   | Ramiro Sancho de Monzón (-) ∞ Christina de Vivar (-)                   | Gilbert de l'Aigle (-) ∞ Juliette du Perche (-)                        | Gilbert de l'Aigle (-) ∞ Juliette du Perche (-)                        |
| Grootouders                                      | Rogier II van Sicilië (1095-1154) ∞ Elvira van Sicilië (1100-1135)     | Rogier II van Sicilië (1095-1154) ∞ Elvira van Sicilië (1100-1135)     | Rogier II van Sicilië (1095-1154) ∞ Elvira van Sicilië (1100-1135)     | Rogier II van Sicilië (1095-1154) ∞ Elvira van Sicilië (1100-1135)     | García IV van Navarra (1112-1150) ∞ Margaretha de l'Aigle (1104-1141)  | García IV van Navarra (1112-1150) ∞ Margaretha de l'Aigle (1104-1141)  | García IV van Navarra (1112-1150) ∞ Margaretha de l'Aigle (1104-1141)  | García IV van Navarra (1112-1150) ∞ Margaretha de l'Aigle (1104-1141)  |
| Ouders                                           | Willem I van Sicilië (1122-1166) ∞ 1156 Margaretha van Navarra (-1183) | Willem I van Sicilië (1122-1166) ∞ 1156 Margaretha van Navarra (-1183) | Willem I van Sicilië (1122-1166) ∞ 1156 Margaretha van Navarra (-1183) | Willem I van Sicilië (1122-1166) ∞ 1156 Margaretha van Navarra (-1183) | Willem I van Sicilië (1122-1166) ∞ 1156 Margaretha van Navarra (-1183) | Willem I van Sicilië (1122-1166) ∞ 1156 Margaretha van Navarra (-1183) | Willem I van Sicilië (1122-1166) ∞ 1156 Margaretha van Navarra (-1183) | Willem I van Sicilië (1122-1166) ∞ 1156 Margaretha van Navarra (-1183) |